# Terravision

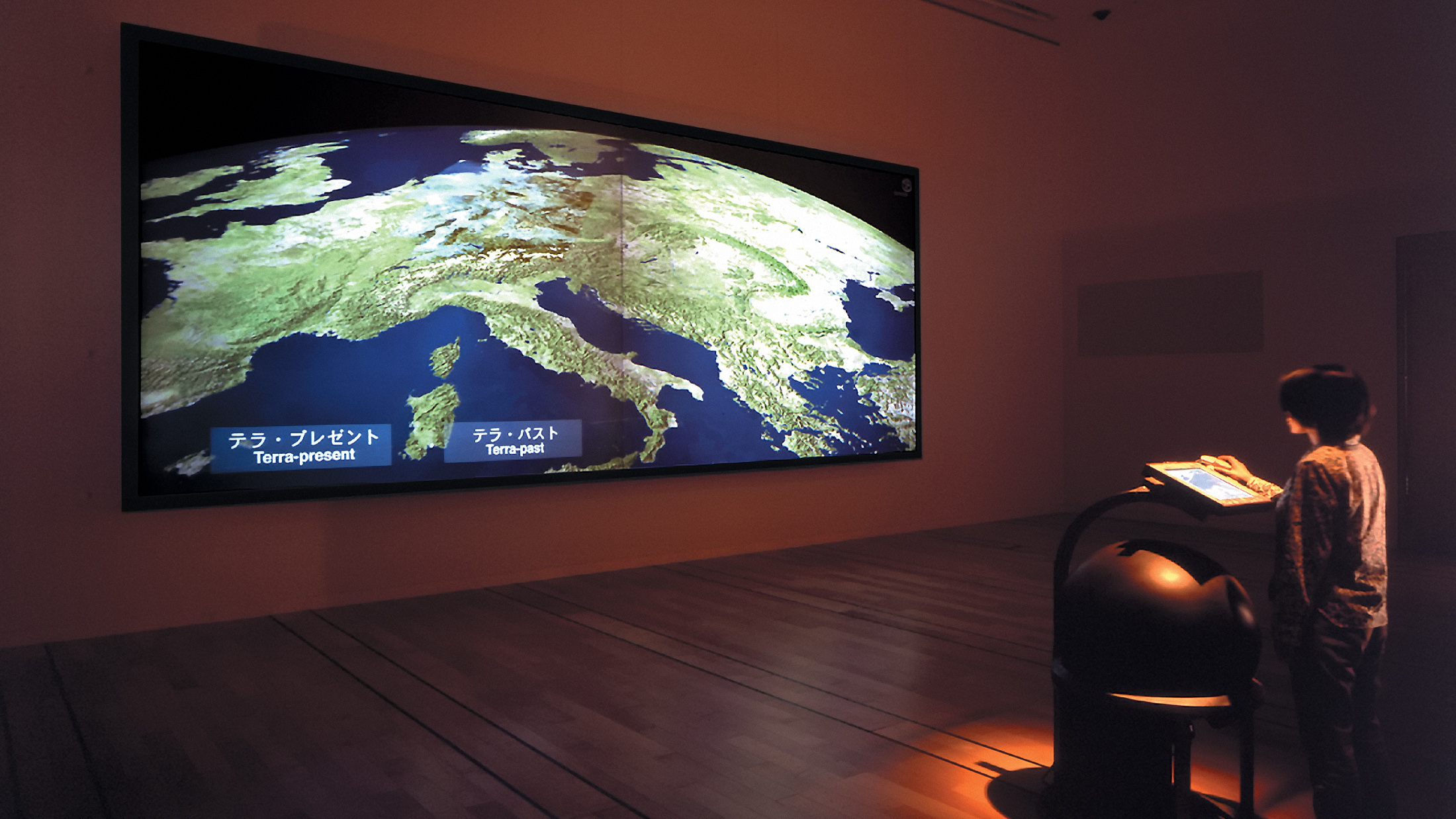
TerraVision-Installation im NTT InterCommunication Center Tokyo, 1998

Terravision, auch TerraVision, T-Vision oder T_Vision, war ein ab 1993 entwickelter interaktiver digitaler Globus der Berliner Agentur Art+Com, der das Bild der Erde als räumliches Organisationssystem für Informationen nutzte. Das Kunstprojekt unter Mitarbeit von Weathernews International wurde von der Deutschen Telekom Berkom (DeTeBerkom) gefördert. 1995 wurde die Installation auf der SIGGRAPH in Mountain View (Kalifornien) vorgestellt.
Terravision bildete nach Ansicht der Entwickler die inspiratorische und technische Vorlage für Google Earth. Art+Com verlor jedoch 2017 einen diesbezüglich angestrengten Rechtsstreit mit Google. Die Geschichte wurde 2021 verfilmt.
Das Projekt wurde durch Joachim Sauter, Pavel Mayer, Axel Schmidt, Gerd Grueneis, Dirk Luesebrink, Hendrik Tramberend and Steffen Meschkat mithilfe von Onyx Computern der Silicon Graphics Inc. (SGI) realisiert.

## Ursprünge und Entwicklung
Terravision wurde ursprünglich 1991 als Kunstprojekt von Angehörigen der Berliner Hochschule der Künste konzipiert.
Art+Com gewann 1993 eine Forschungs- und Entwicklungstochter der Deutschen Telekom AG, Berkom, als Förderer für die Umsetzung.
Eine erste Demo wurde auf der ITU-Konferenz (International Telecommunications Union) in Kyōto Ende 1994 einer breiten Öffentlichkeit präsentiert.

## Funktionsweise
Als Geo-Anwendung kombiniert Terravision Luftbilder, Satellitenaufnahmen und Höhendaten, durch die in Echtzeit navigiert werden kann. Ergänzend zur fotorealistischen Darstellung der Erde bietet das System eine Vielzahl von Informationen, wie beispielsweise Wetterdaten, Architekturmodelle oder Netzwerkrouten. Über drei Interface-Elemente kann man mit dem System interagieren: über den Earthtracker, einem physischen Globusmodell zur Steuerung der virtuellen Erde, über eine 3D-Maus, die den Flug über die Oberfläche ermöglicht, und über einen Touchscreen zur Interaktion mit dargestellten Objekten und Informationen. Die Nutzer bewegen sich frei und in Echtzeit über die virtuelle Erde: Von der Makrosicht aus dem All bis in die Mikrosicht können sie quasi auf die Erdoberfläche zufliegen, auf der zunächst Kontinente, dann Städte und schließlich hoch aufgelöste Architekturmodelle einzelner Gebäude sichtbar werden. Neben der räumlichen ist auch eine zeitliche Navigation möglich, bei der man sich mithilfe historischer Luftbilder durch die Zeit navigieren und so die Entwicklung eines Ortes nachvollziehen kann.
Alle zur Visualisierung benötigten Daten sind auf dezentralen Servern weltweit verteilt, durch ein Breitbandtestnetz verbunden und werden in Echtzeit geladen und dargestellt. Terravision ist somit ein frühes Beispiel eines kollaborativen Projektes, bei dem die Nutzer gemeinschaftlich zur Vervollständigung eines großen Bildes beitragen, in diesem Falle das der ganzen Erde.
Das System wurde auch zur Visualisierung der damals noch in der Entwicklung befindlichen Planung des neuen Berliner Stadtzentrums eingesetzt.

## Rechtsstreit mit Google
Nach einer Präsentation auf der SIGGRAPH 1995 in Mountain View lud SGI Art+Com zu einer Vorstellung in ihr Demonstrationszentrum ein, wo das System ausführlich präsentiert und erläutert wurde. Der damalige Chefentwickler der für SGI-Grafikbibliotheken zuständigen Abteilung, Michael T. Jones, gründete wenig später Keyhole Inc. und entwickelte die Terravision ähnliche Anwendung Earth Viewer, die nach dem Verkauf des Unternehmens an Google in Google Earth umbenannt und 2001 als kostenlose Anwendung veröffentlicht wurde.
Nach Ansicht von Art+Com war Earth Viewer ein Nachbau von Terravision unter Nutzung zahlreicher dort eingebrachter Ideen und Verletzung eines bestimmten, von Art+Com in den USA angemeldeten Patenten. Art+Com reichte daher 2014 in den USA eine Patentklage gegen Google ein. Die Patentklage wurde jedoch von dem zuständigen Gericht im Mai 2016 abgewiesen, da das Patent für nichtig erklärt wurde. Vor dem Anmeldedatum sei demnach bereits ein System zur Geographie-Visualisierung des SRI International, damals noch Stanford Research Institute (SRI) genannt, mit dem Namen „SRI TerraVision“ veröffentlicht worden, was die Grundlage für die 2017 in der Berufungsinstanz vom US Court of Appeals for the Federal Circuit bestätigte Nichtigerklärung des Patents bildete.

## Verfilmung
Die Geschichte der Entstehung von TerraVision und des Rechtsstreits wurde 2021 von Netflix als Miniserie unter dem Titel The Billion Dollar Code veröffentlicht. Dazu hatten die Macher im Vorfeld intensive Gespräche mit beteiligten Entwicklern von Art+Com geführt, woraus zusätzlich eine halbstündige Featurette Making The Billion Dollar Code entstanden ist.